# Actias distincta
Actias distincta är en fjärilsart som beskrevs av Friedrich Wilhelm Niepelt 1932. Actias distincta ingår i släktet månspinnare, och familjen påfågelspinnare. Inga underarter finns listade i Catalogue of Life.